# Sylvanian Families

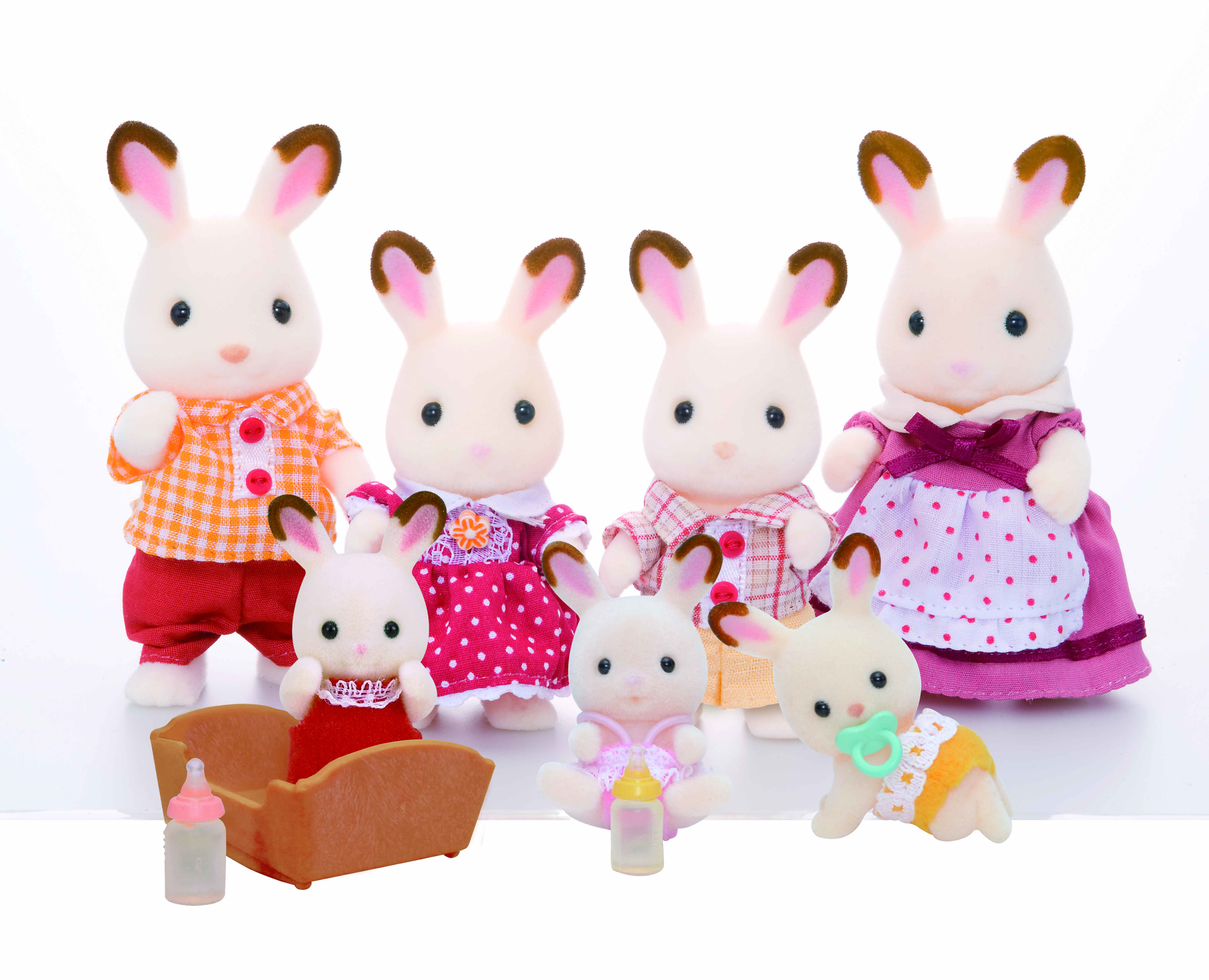
Familia de conejos de chocolate de Sylvanian Families.

Sylvanian Families (en japonés: シルバニアファミリー, Shirubania Famirī), también conocida como Calico Critters (o Ternurines en español) es una línea de juguetes de animales antropomórficos coleccionables hechas de plástico flocado. Fueron creados por la empresa de juguetes japonesa Epoch en 1985 y distribuidos en todo el mundo, por varias empresas. 

## Historia

### Inicio y popularidad
Al comienzo de la producción, el 20 de marzo de 1985, Sylvanian Families fue creada y lanzada en Japón por Epoch, que utiliza el concepto de casas de muñecas y figuras de animales antropomórficos. Los primeros lanzamientos de las casas de muñecas y otros juegos estaban hechos de porcelana y los muebles eran de madera. Sin embargo, los lanzamientos posteriores reemplazaron los materiales con plástico y metal en la producción. Los juguetes se lanzaron más tarde en América del Norte el mismo año, pero con un empaque diferente y pequeñas diferencias con los personajes mismos. La línea de juguetes se tituló originalmente agradables Amigos de las familias de sistemas Época Bosque Animal Collection juguete de Sylvania (森のゆかいな仲間たちエポック社システム·コレクション·アニマルトーイ·シルバニアファミリー,Mori noyu kaina nakama-tachi Epokkusha shisutemu korekushon animarutōi shirubania famirī ) . Sin embargo, se cambió a su nombre actual, "Sylvanian" que significa "del bosque", del dios romano Silvano.
En octubre de 1987, la franquicia creó una serie animada producida por DIC Animation City y TMS Entertainment, que duró 13 episodios. La serie fue popular en el Reino Unido y España . El nombre de la serie de televisión basada en Sylvanian Families fue adaptado en diferentes países. También se mostró en los EE. UU. A fines de la década de 1980 en The CBN Family Channel y a fines de la década de 1990 en PAX TV . Más tarde ese mismo año, el éxito en estos mercados llevó a la expansión a Europa Occidental, comenzando con la filial británica de Tomy.adquiriendo los derechos exclusivos de la marca en el Reino Unido. Tomy introdujo Sylvanian Families en el mercado del Reino Unido en 1987 y rápidamente se convirtió en un éxito de ventas.
En 1988, Sylvanian Families se había convertido en un gran éxito en todo el mundo, ganando el premio de la Asociación Británica de Minoristas de Juguetes al "Juguete del Año" tres años consecutivos, en 1987, 1988 y 1989.
En 1993, Tomy, que había estado distribuyendo los juguetes en todo el mundo, perdió los derechos del nombre "Sylvanian Families" en Canadá y Estados Unidos . [ cita requerida ] Tomy reintrodujo la línea bajo el nuevo nombre Calico Critters de Cloverleaf Corners , ahora simplemente llamado Calico Critters . La línea Calico Critters se distribuye actualmente en los Estados Unidos, y en Canadá por Epoch Everlasting Play, LLC.

### Declive y resurgimiento
A fines de la década de 1990, Sylvanian Families se había descontinuado en el Reino Unido, aunque desde 1999, Flair las ha reintroducido . Posteriormente, las familias Sylvanian se han reintroducido en Australia y están cada vez más disponibles allí. Tomy dejó de vender Calico Critters, pero una nueva compañía, International Playthings, ahora llamada Epoch Everlasting Play, tomó la línea.
En 1999, la línea de juguetes celebró su 15 aniversario en Japón, con la apertura del restaurante temático Sylvanian Forest Kitchen (シ ル バ ニ ア 森 の キ ッ チ ン, Shirubania mori no kitchin ) , que era operado y administrado por Epoch. El restaurante no solo servía comida, sino que también vendía mercadería y juguetes basados en la franquicia. El restaurante cerró en febrero de 2011.
En 2004, la franquicia celebró su vigésimo aniversario en Japón con el lanzamiento de Walnut Squirrel Family. En julio de 2004, Epoch anunció una nueva atracción en Grinpa, un parque temático administrado por Fuji Kyuko. La atracción, originalmente llamada Sylvanian Village (シ ル バ ニ ア ビ レ ッ ジ, Shirubania Birejji ) antes de que pasara a llamarse Sylvanian Gardens (シ ル バ ニ ア ガ ー デ ン, Shirubania Gāden ) , comenzó su construcción con la supervisión de Epoch. En 2005, la franquicia organizó su primer evento en vivo titulado Sylvanian Families Musical ~ The Large Commotion Eve Party! (シ ル バ ニ ア フ ァ ミ リ ー ミ ュ ー ジ カ ル ～ パ ー テ ィ ー イ ブ は 大 さ わ ぎ！ ,Shirubania famirī myūjikaru ~ pātīibu wa dai sawagi! ) que se llevó a cabo en el Teatro Gekidan Kogumaza. Posteriormente fue lanzado en DVD en 2006.
En 2006, los personajes de la línea de juguetes fueron elegidos para ser las mascotas de la ayuda mutua nacional de la Federación Nacional de Trabajadores y Consumidores de Cooperativas de Seguros . A finales de año, los juguetes vendieron un total de 78 millones de unidades.
En 2007, Epoch se asoció con Itochu, Nippon Columbia y Shogakukan para producir una serie de animación de video original CGI en 3D basada en la línea de juguetes producida por Kōji Kawaguchi y Yumiko Muriai y dirigida por Akira Takamura. Los 3 episodios fueron lanzados el 20 de junio de 2007. Según Epoch, se planearon más episodios, pero estos nunca se produjeron por razones desconocidas. En el Reino Unido, Flair celebró el vigésimo aniversario de la franquicia con un número seleccionado de artículos nuevos. El más vendido fue un bote Otter y una familia dálmata reintroducida que ahora usaba sombreros de fiesta que decían "¡Feliz 20!".
En marzo de 2009, la serie celebró su 25 aniversario en Japón con la apertura de la atracción Sylvanian Gardens en Grinpa. Administrada por Epoch, la atracción presenta réplicas de la vida real de las casas y edificios de la línea de juguetes, así como un museo con una exposición sobre la historia de los juguetes. La atracción también tiene una tienda que vende artículos exclusivos del parque. En 2010, la franquicia nuevamente sede de dos musicales, Sylvanian emocionante musical (シルバニアファミリーわくわくミュージカル, Shirubania famirī Wakuwaku myūjikaru ) y Sylvanian emocionante etapa (シルバニアファミリーわくわくステージ, Shirubania famirī Wakuwaku sutēji ), que se convirtieron en un elemento básico en la promoción de los juguetes en las convenciones.
El 28 de junio de 2013, Flair confirmó que los derechos de los juguetes en el Reino Unido se transferirían a la recién formada Epoch UK, y comenzaron a distribuir los juguetes a partir del 1 de enero de 2014 en adelante. Flair anunció que dejarían de distribuir los juguetes el 31 de diciembre de 2013.
En 2015, una serie de cuadros del artista británico Mimsy que mostraban a Sylvanian Families amenazadas por terroristas del "MICIS" se prohibió en la exposición "Passion for Freedom".
Son conocidos como ternurines en México por FM que los adopta y luedo perdió la licencia.
En 2020, para celebrar el 35 aniversario, se pidió a los clientes que participaran en una encuesta para elegir su personaje favorito y se reintrodujo al ganador. La familia de las ovejas quedó en tercer lugar, la familia de los castores en segundo lugar y la familia de los patos fue anunciada como ganadora. 

## Trama
Toda la franquicia se desarrolla en Sylvanian (シ ル バ ニ ア, Shirubania ) , una aldea ficticia en algún lugar de América del Norte, posteriormente revisada a Great Nature. La mayoría de las familias son de clase media rural, y muchas de ellas poseen negocios familiares pequeños pero exitosos, o tienen trabajos, como médico, maestro, artista, reportero de noticias, carpintero o conductor de autobús. Están diseñados con la moda de los años 50. Pueden vivir en grandes casas de varios pisos o en viviendas propias basadas en la premisa de una especie de casa de vacaciones. Las casas están diseñadas de manera muy realista y se pueden decorar y rediseñar. También pueden participar en actividades de ocio como la navegación o la equitación, y a menudo organizan fiestas en el jardín o se van de vacaciones a acampar. 
Los personajes, agrupados en familias, originalmente representaban criaturas típicas del bosque como conejos, ardillas, osos, castores, erizos, zorros, ciervos, búhos, mapaches, nutrias, mofetas y ratones, y luego se expandieron a otros animales como gatos, perros, hámsteres, conejillos de indias, pingüinos, monos, vacas, ovejas, cerdos, elefantes, pandas, canguros, koalas y suricatas. La mayoría de las familias están formadas por un padre, una madre, una hermana y un hermano, y continúan agregando miembros de la familia a partir de ahí, como abuelos, bebés y hermanos mayores.

## Otros medios

### Animación
Hay varias series animadas basadas en el mundo de Sylvanian Families: Sylvanian Families, una serie sindicada que se estrenó en 1987; Stories of the Sylvanian Families (1988), una serie británica animada en stop motion ; y una serie de animación de video original de 2007 también llamada Sylvanian Families . Luego se produjo un nuevo OVA en 2015 y otro en 2017, promocionando la sublínea Sylvanian Families Town. Ambos OVA fueron producidos por Shogakukan Music y Digital Entertainment y también se lanzaron fuera de Japón a través de YouTube y Netflix .
En 2017, Shogakukan Music and Digital Entertainment también produjo una serie corta de televisión animada de 12 episodios titulada Sylvanian Families Mini Stories y se emitió en TV Tokyo en Japón del 7 de octubre de 2017 al 23 de diciembre de 2017. A La segunda temporada se emitió en Tokyo MX y TV Kanagawa en Japón desde el 3 de octubre de 2018 hasta el 19 de diciembre de 2018. Una tercera temporada se emitirá el 3 de octubre de 2019.  Netflix tiene los derechos de transmisión de la primera temporada de la serie. mientras que Amazon tiene los derechos de transmisión de la segunda temporada.

### Videojuegos
Aparte de la serie animada, la serie también generó siete videojuegos , todos producidos por Epoch.
- Sylvanian Families: Otogi no Kuni no Pendant (シ ル バ ニ ア フ ァ ミ リ ー お と ぎ の 国 の ペ ン ダ ン ト, Shirubania famirī: Otogi no kuni no pendanto , lit.Sylvanian Families: The Fairyland Pendant) ( Game Boy Color )
- Sylvanian Melodies ~ Mori no Nakama a Odori Masho! ~ (シ ル バ ニ ア メ ロ デ ィ ー ～ 森 の な か ま と 踊 り ま し ょ! ～ , Shirubania merodī ~ Mori no naka ma a odorimasho! ~ , Lit. (Game Boy Color)
- Sylvanian 2: Irozuku Mori no Fantasía (シルバニアファミリー2色づく森のファンタジー, Shirubania famirī tsu: Irodzuku Mori no fantajī , Familias lit.Sylvanian 2: Rainbow fantasía del bosque) (Game Boy Color)
- Sylvanian 3: Hoshifuru Yoru no Sunadokei (シルバニアファミリー3星ふる夜のすなどけい, Shirubania famirī Suri: Hoshifuru Yoru no Sunadokei , Familias lit.Sylvanian 3: reloj de arena de las estrellas Deseando) (Game Boy Color)
- Sylvanian 4: Meguru Kisetsu sin Tapiz (シルバニアファミリー4めぐる季節のタペストリー, Shirubania famirī fo: Meguru kisetsu sin tapesutorī , Familias lit.Sylvanian 4: Tapicería de las cuatro estaciones) ( Game Boy Advance )
- Sylvanian Families: Yosei no Palillo al Fushigi no Ki Maron Inu no Onnanoko (シルバニアファミリー妖精のステッキとふしぎの木マロン犬の女の子, Shirubania famirī: Yosei no sutekki a Fushigi no Ki Maron Inu no on'nanoko , Familias lit.Sylvanian : Las varitas de hadas y el árbol misterioso Esme Huckleberry) (Game Boy Advance)
- Sylvanian Families: ¡Diseñadora de moda ni Naritai! Kurumi Risu sin Onnanoko (シルバニアファミリーファッションデザイナーになりたいくるみリスの女の子! , Shirubania famirī: fasshondezainā ni naritai Kurumi RISU sin on'nanoko , Familias lit.Sylvanian: Quiero ser un diseñador de moda Azafrán de la nuez) (Game Boy Advance )
- Sylvanian: SylvanianFestival (シルバニアファミリーシルバニアシルバニアフェスティバル, Shirubania famirī: Shirubania Fesutibaru , Familias lit.Sylvanian: Festival de Sylvania) (Windows 98)
- Familias Silvestres: Mori no Nakama a Tanoshii o-Tanjoubikai (シ ル バ ニ ア フ ァ ミ リ ー も り の な か ま と た の し い お た じ じ ょ び か い, Fiesta de cumpleaños de la familia de Shirubaniai: Familia de Mori no Nakama con los amigos de Tanoshiani: Familia de Mori no Nakama ). ( Sega Pico )

## En la cultura popular
- En la serie de comedia de Hulu PEN15, que describe las experiencias de los estudiantes estadounidenses de secundaria a principios de la década de 2000, los personajes principales Maya y Anna juegan regularmente con juguetes Sylvanian
- En la serie Miss Sherlock (S1E4) el niño Daiki jugaba con un Sylvanian Toy
- La hija de Ruth Galloway recibe un molino de viento Sylvanian por su quinto cumpleaños en The Ghost Fields de Elly Griffiths
- En el libro The Suitcase Kid de Jacqueline Wilson, el personaje principal, Andy tiene un conejo Sylvanian llamado Radish que le brinda consuelo.